# Bahnstrecke Poitiers–Arçay

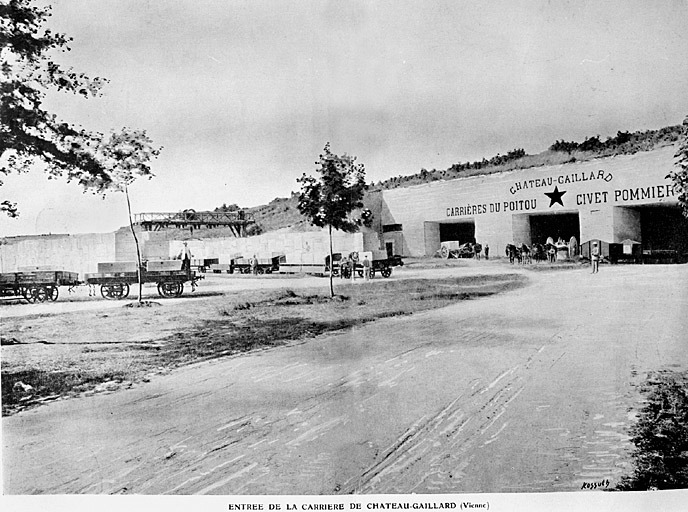
Eingang zum unterirdischen Steinbruch von Château Gaillard in Migné Auxances, Les Lourdines, um 1904

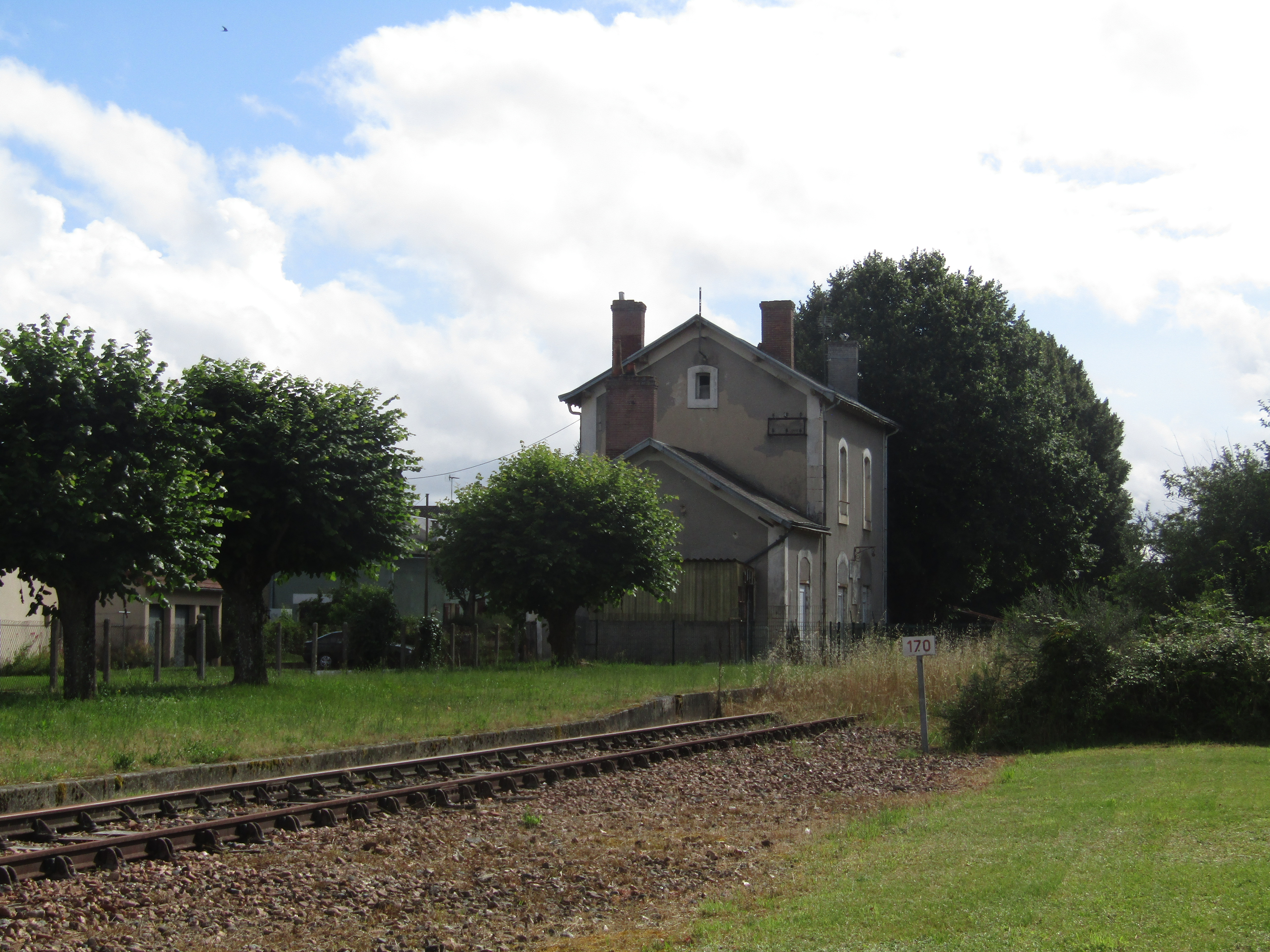
Bahnhof Arçay, Dezember 2022.

| Gleisanlagen Bahnhof Poitiers. Rechts davon die Boivre. Blickrichtung SW. |                      |                                                              |                                                              |
| Streckennummer (SNCF): | 574 000              |                                                              |                                                              |
| Kursbuchstrecke: | 105                  |                                                              |                                                              |
| Streckenlänge: | 246 km               |                                                              |                                                              |
| Spurweite: | 1435 mm (Normalspur) |                                                              |                                                              |
| Maximale Neigung: | 13 ‰                 |                                                              |                                                              |
| |                      |                                                              |                                                              |
| \| \| \| Bahnstrecke Chartres–Bordeaux von Bordeaux ü. Angoulême \| \| \| \| 336,6 0,0 \| Poitiers \| 76 m \| \| \| ~0,6 \| Boivre (15 m) \| Boivre (15 m) \| \| \| ~1,0 \| Place Jean de Berry (ehem. N 151) \| Place Jean de Berry (ehem. N 151) \| \| \| 1,0 +2,1 \| Clain (2 ×; Pont de Rochereuil; 64 m) \| Clain (2 ×; Pont de Rochereuil; 64 m) \| \| \| ~4,5 \| N 147 \| N 147 \| \| \| ~5,2 \| LGV Sud Europe Atlantique (Abzw. Migné-Auxances) \| LGV Sud Europe Atlantique (Abzw. Migné-Auxances) \| \| \| \| Gleisharfe Grand-Pont \| \| \| \| 6,2 \| Grand-Pont-Preuilly (Keilbahnhof) \| 69 m \| \| \| 330,8 5,8 \| Bahnstrecke Chartres–Bordeaux (Abzw. Grand-Pont) n. Paris-A. \| Bahnstrecke Chartres–Bordeaux (Abzw. Grand-Pont) n. Paris-A. \| \| \| ~6,0 \| D 910 (ehem. N 10) \| D 910 (ehem. N 10) \| \| \| ~6,5 \| A 10 \| A 10 \| \| \| \| Abzw. Migné-Auxances (LGV) Bordeaux–Paris-Montparnasse \| \| \| \| \| VFEP nach/von Lusignan ü. Lavausseau (Meterspur; 1921–1932) \| \| \| \| ~7,3 \| Auxance \| Auxance \| \| \| 9,9 \| Migné-les-Lourdines \| Migné-les-Lourdines \| \| \| ~10,1 \| Lourdines-Steinbruch \| Lourdines-Steinbruch \| \| \| ~11,8 \| D 757 (ehem. N 757) \| D 757 (ehem. N 757) \| \| \| 12,9 \| Avanton-Paché \| Avanton-Paché \| \| \| ~14,3 \| D 347 (ehem. N 147) \| D 347 (ehem. N 147) \| \| \| ~16,9 \| Neuville-de-Poitou der VFEP nach Lencloitre \| Neuville-de-Poitou der VFEP nach Lencloitre \| \| \| 17,3 \| Neuville-de-Poitou \| Neuville-de-Poitou \| \| \| ~17,4 \| Bahnstrecke Neuville-de-Poitou–Bressuire nach Bressuire \| Bahnstrecke Neuville-de-Poitou–Bressuire nach Bressuire \| \| \| ~19,4 \| D 347 (ehem. N 147) \| D 347 (ehem. N 147) \| \| \| 21,6 \| Blaslay-Chabournay \| Blaslay-Chabournay \| \| \| 26,1 \| Noiron \| Noiron \| \| \| ~29,6 \| D 347 (ehem. N 147) \| D 347 (ehem. N 147) \| \| \| ~32,0 \| D 725 (ehem. N 725) \| D 725 (ehem. N 725) \| \| \| 32,1 \| Mirebeau-en-Poitou \| Mirebeau-en-Poitou \| \| \| 40,7 \| Saint-Jean-de-Sauves \| Saint-Jean-de-Sauves \| \| \| 42,5 +0,4 \| Département Vienne / Deux-Sèvres / Vienne \| Département Vienne / Deux-Sèvres / Vienne \| \| \| 44,4 \| Frontenay-sur-Dive \| Frontenay-sur-Dive \| \| \| \| Sauves \| \| \| \| \| Bahnstrecke Airvault-Gare–Moncontour von Airvault-Gare \| \| \| \| 51,3 \| Moncontour-de-Poitou \| Moncontour-de-Poitou \| \| \| 56,0 \| Martaizé \| Martaizé \| \| \| \| Briande \| \| \| \| \| Bahnstrecke Les Sables-d’Olonne–Tours v. Les Sables-d’Olonne \| \| \| \| 62,6 169,9 \| Arçay \| 78 m \| \| \| \| Bahnstrecke Les Sables-d’Olonne–Tours nach Tours \| \| |                      |                                                              |                                                              |
| U-Bahn-Strecke von links (außer Betrieb) · Kreuzung · U-Bahn-Strecke quer |                      | Bahnstrecke Chartres–Bordeaux von Bordeaux ü. Angoulême      | Bahnstrecke Chartres–Bordeaux von Bordeaux ü. Angoulême      |
| U-Bahn-Kopfbahnhof Streckenende · Bahnhof | 336,6 0,0            | Poitiers                                                     | 76 m                                                         |
| Brücke über Wasserlauf | ~0,6                 | Boivre (15 m)                                                | Boivre (15 m)                                                |
| Strecke mit Straßenbrücke | ~1,0                 | Place Jean de Berry (ehem. N 151)                            | Place Jean de Berry (ehem. N 151)                            |
| Brücke über Wasserlauf | 1,0 +2,1             | Clain (2 ×; Pont de Rochereuil; 64 m)                        | Clain (2 ×; Pont de Rochereuil; 64 m)                        |
| Strecke mit Straßenbrücke | ~4,5                 | N 147                                                        | N 147                                                        |
| | ~5,2                 | LGV Sud Europe Atlantique (Abzw. Migné-Auxances)             | LGV Sud Europe Atlantique (Abzw. Migné-Auxances)             |
| Dienststation / Betriebs- oder Güterbahnhof |                      | Gleisharfe Grand-Pont                                        | Gleisharfe Grand-Pont                                        |
| ehemaliger Bahnhof | 6,2                  | Grand-Pont-Preuilly (Keilbahnhof)                            | 69 m                                                         |
| Abzweig geradeaus und nach rechts | 330,8 5,8            | Bahnstrecke Chartres–Bordeaux (Abzw. Grand-Pont) n. Paris-A. | Bahnstrecke Chartres–Bordeaux (Abzw. Grand-Pont) n. Paris-A. |
| Strecke mit Straßenbrücke | ~6,0                 | D 910 (ehem. N 10)                                           | D 910 (ehem. N 10)                                           |
| Strecke mit Straßenbrücke | ~6,5                 | A 10                                                         | A 10                                                         |
| Strecke quer · Kreuzung geradeaus unten · Abzweig quer und nach rechts |                      | Abzw. Migné-Auxances (LGV) Bordeaux–Paris-Montparnasse       | Abzw. Migné-Auxances (LGV) Bordeaux–Paris-Montparnasse       |
| |                      | VFEP nach/von Lusignan ü. Lavausseau (Meterspur; 1921–1932)  |                                                              |
| Brücke über Wasserlauf | ~7,3                 | Auxance                                                      | Auxance                                                      |
| ehemaliger Bahnhof | 9,9                  | Migné-les-Lourdines                                          | Migné-les-Lourdines                                          |
| Abzweig geradeaus und ehemals von rechts | ~10,1                | Lourdines-Steinbruch                                         | Lourdines-Steinbruch                                         |
| Bahnübergang | ~11,8                | D 757 (ehem. N 757)                                          | D 757 (ehem. N 757)                                          |
| ehemaliger Bahnhof | 12,9                 | Avanton-Paché                                                | Avanton-Paché                                                |
| Bahnübergang | ~14,3                | D 347 (ehem. N 147)                                          | D 347 (ehem. N 147)                                          |
| U-Bahn-Strecke quer · Kreuzung geradeaus oben · U-Bahn-Strecke quer · U-Bahn-Bahnhof rechts (Strecke außer Betrieb) | ~16,9                | Neuville-de-Poitou der VFEP nach Lencloitre                  | Neuville-de-Poitou der VFEP nach Lencloitre                  |
| ehemaliger Bahnhof | 17,3                 | Neuville-de-Poitou                                           | Neuville-de-Poitou                                           |
| Abzweig ehemals geradeaus und nach links | ~17,4                | Bahnstrecke Neuville-de-Poitou–Bressuire nach Bressuire      | Bahnstrecke Neuville-de-Poitou–Bressuire nach Bressuire      |
| Bahnübergang (Strecke außer Betrieb) | ~19,4                | D 347 (ehem. N 147)                                          | D 347 (ehem. N 147)                                          |
| Bahnhof (Strecke außer Betrieb) | 21,6                 | Blaslay-Chabournay                                           | Blaslay-Chabournay                                           |
| Bahnhof (Strecke außer Betrieb) | 26,1                 | Noiron                                                       | Noiron                                                       |
| Bahnübergang (Strecke außer Betrieb) | ~29,6                | D 347 (ehem. N 147)                                          | D 347 (ehem. N 147)                                          |
| Bahnübergang (Strecke außer Betrieb) | ~32,0                | D 725 (ehem. N 725)                                          | D 725 (ehem. N 725)                                          |
| ehemaliger Kopfbahnhof Strecke bis hier außer Betrieb | 32,1                 | Mirebeau-en-Poitou                                           | Mirebeau-en-Poitou                                           |
| ehemaliger Bahnhof | 40,7                 | Saint-Jean-de-Sauves                                         | Saint-Jean-de-Sauves                                         |
| Grenze | 42,5 +0,4            | Département Vienne / Deux-Sèvres / Vienne                    | Département Vienne / Deux-Sèvres / Vienne                    |
| ehemaliger Bahnhof | 44,4                 | Frontenay-sur-Dive                                           | Frontenay-sur-Dive                                           |
| Brücke über Wasserlauf |                      | Sauves                                                       | Sauves                                                       |
| Abzweig geradeaus und ehemals von links |                      | Bahnstrecke Airvault-Gare–Moncontour von Airvault-Gare       | Bahnstrecke Airvault-Gare–Moncontour von Airvault-Gare       |
| ehemaliger Bahnhof | 51,3                 | Moncontour-de-Poitou                                         | Moncontour-de-Poitou                                         |
| ehemaliger Bahnhof | 56,0                 | Martaizé                                                     | Martaizé                                                     |
| Brücke über Wasserlauf |                      | Briande                                                      | Briande                                                      |
| Abzweig geradeaus und von links |                      | Bahnstrecke Les Sables-d’Olonne–Tours v. Les Sables-d’Olonne | Bahnstrecke Les Sables-d’Olonne–Tours v. Les Sables-d’Olonne |
| ehemaliger Bahnhof | 62,6 169,9           | Arçay                                                        | 78 m                                                         |
| |                      | Bahnstrecke Les Sables-d’Olonne–Tours nach Tours             |                                                              |

Die Bahnstrecke Poitiers–Arçay ist eine knapp 62,6 km lange, eingleisige französische Eisenbahnstrecke, die seit 1874 für knapp 100 Jahre in Betrieb war. Seit 1972 ist der zentrale, ca. 20 km lange Abschnitt zwischen Neuville-de-Poitou und Saint-Jean-de-Sauves stillgelegt, auf dem südöstlichen Endstück verkehrt nur noch Güterverkehr im Gelegenheitsdienst. Die grob in Nord-Süd-Richtung verlaufende Strecke, die fast ausschließlich im Département Vienne liegt, hatte überwiegend lokale Bedeutung, sie war aber als ein Teilstück der Verkehrsachse Poitiers–Parthenay–Bressuire–Cholet–Nantes vorgesehen.

## Geschichte
Die von der privaten Bahngesellschaft Compagnie du chemin de fer de Bressuire à Poitiers initiierte Strecke benötigte nur wenige Jahre, um realisiert zu werden. Der südöstliche Teil zwischen Poitiers und Neuville-de-Poitou wurde im Juni 1868 für gemeinnützig erklärt, zwei Jahre später wurde die Konzession erteilt und wiederum vier Jahre später, genau am 15. Mai 1874 wurde sie eröffnet. Beim nördlichen Teil zwischen Neuville und Arçay ging es noch schneller: Die Gemeinnützigkeitserklärung fand am 1. März 1872 statt, am selben Tag, an dem auch die Konzession erteilt wurde, und die Streckeneröffnung war einen Tag nach der Eröffnung des Südost-Abschnitts. 1872 hatte der Besitz an die Compagnie de Poitiers à Saumur gewechselt, doch auch diese Gesellschaft konnte sich auf dem Eisenbahnmarkt nicht halten. So übernahm 1878 die staatlichen Eisenbahnverwaltung Chemins de fer de l’État (Frankreich) die Konzession, die Rechte und den Betrieb der Strecke, bis sie 1938 in die SNCF aufging.

## Streckenbeschreibung
Die Strecke beginnt tatsächlich an der Abzweigstelle Grand-Pont BK 5,8 und teilt sich zuvor die Gleise mit der Bahnstrecke Chartres–Bordeaux. Bereits einen Kilometer zuvor am Abzw. Migné-Auxances verlassen die Gleise der LGV Sud Europe Atlantique in Richtung Bahnhof Paris-Austerlitz mit mächtigen Überwerfungsbauwerken die Trasse. War die Strecke für diesen Abschnitt eher in nördliche Richtung orientiert, verläuft sie jetzt mehr gen Westen oder Nordwesten. Sie passiert bei BK 10 in der Gemeinde Migné-Auxances den Lourdines-Steinbruch, der Anschlussgleise besaß. Dieses Gelände steht unter Naturschutz, nachdem sich nach 1992 herausgestellt hat, dass es „zwei 500 m voneinander entfernte Gruppen von mediterranen Kalkrasen, kalkhaltige Brachen, landwirtschaftliche Flächen und xerophile Gebüschen umfasst [und somit einen] günstigen Lebensraum für verschiedene geschützte Arten“ darstellt.
| Abschnitt                                                     | Abschnitt                       | BK von bis | Länge | Eröffnung  | Schl. PV   | Schl. GV   | Entwidmung |
| ------------------------------------------------------------- | ------------------------------- | ---------- | ----- | ---------- | ---------- | ---------- | ---------- |
| Grand-Pont – Neuville-de-Poitou                               | Grand-Pont – Neuville-de-Poitou | 5,8 – 17,3 | 11,5  | 15.05.1874 | 15.05.1939 |            |            |
| Neuville-de-Poitou – Arçay                                    | Neuville-de-Poitou – Arçay      | 17,3–62,6  | 45,3  | 16.05.1874 | 28.09.1980 |            |            |
|                                                               | Neuville-de-Poitou – Mirebeau   | 17,3–32,1  | 14,8  |            |            | 03.04.1972 | 05.05.1988 |
| Mirebeau – Saint-Jean-de-Sauve                                | 32,1–40,7                       | 8,6        |       |            | 17.05.1953 | 26.07.1973 |            |
| Saint-Jean-de-Sauve – Arçay                                   | 40,7–62,6                       | 21,9       |       |            | 2006       |            |            |
| PV = Personenverkehr, GV = Güterverkehr; Länge in km. Quelle: |                                 |            |       |            |            |            |            |

Alle Unterwegsstationen waren als Bahnhof ausgestattet, hatten also Ladegleise, von denen vorwiegend landwirtschaftliche Produkte abgingen.